# Dazio
Dazio (lombardul: Dasc) település Olaszországban, Sondrio megyében. Lakosainak száma 502 fő (2023. január 1.). Dazio Ardenno, Civo, Morbegno és Talamona községekkel határos.

## Népesség
A település népességének változása:
| Lakosok száma | 448  | 442  | 502  |
|               | 2017 | 2018 | 2023 |